# Philip Frischkorn

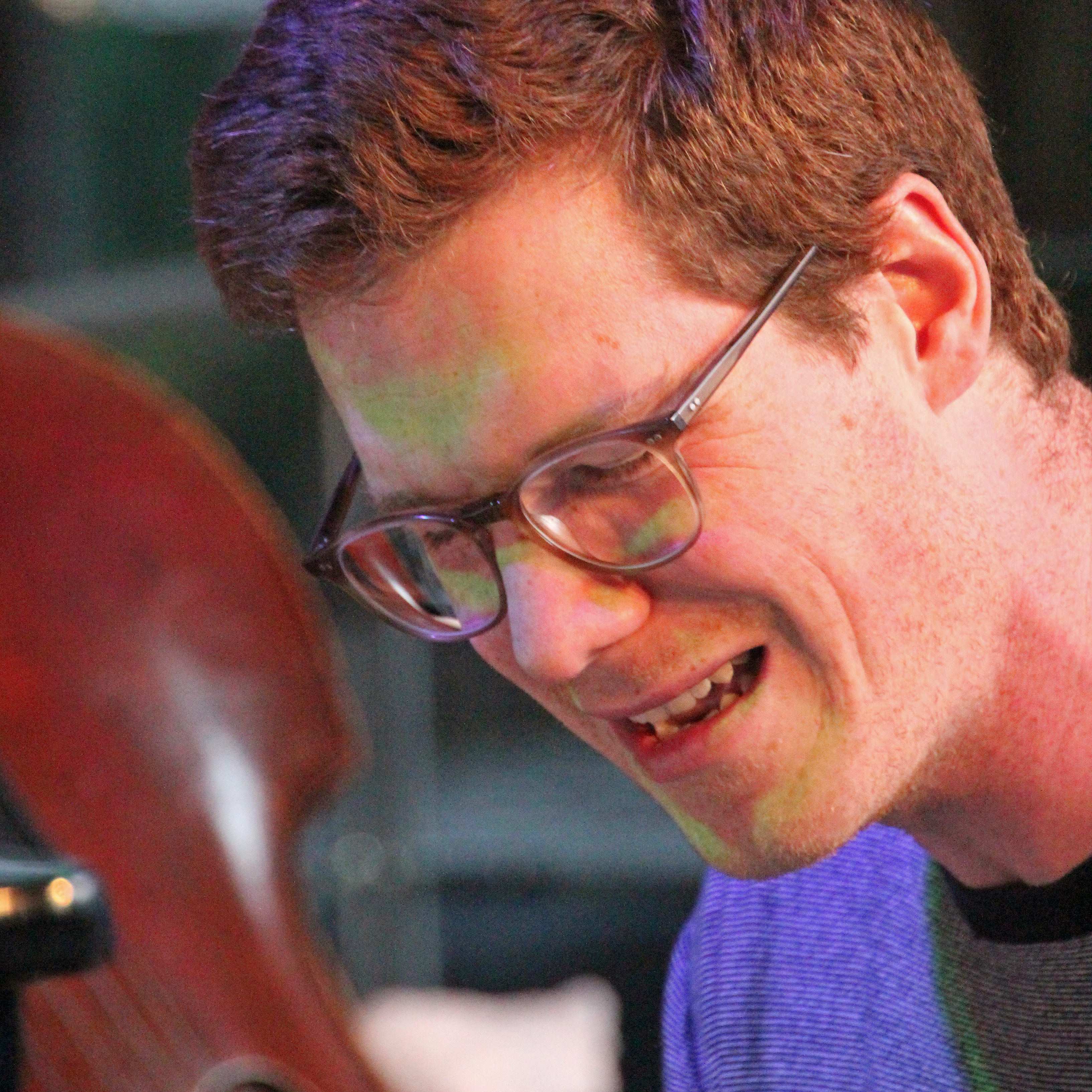
Philip Frischkorn (2017)

Philip Frischkorn (* 1989 in München) ist ein deutscher Jazzmusiker (Piano, Komposition).

## Leben und Wirken
Frischkorn stammt aus einer musikalischen Familie; er begann mit sechs Jahren Klavier zu spielen. Mit seinen beiden Brüdern, die Streichinstrumente spielen, interpretierte er früh klassische Kammermusik. Als Begleiter nahm er an verschiedenen Wettbewerben von Jugend musiziert teil. Mit Jazz beschäftigte er sich zunächst als Autodidakt. Nach dem Wechsel auf das musisch orientierte Pestalozzi-Gymnasium München in München erhielt er sowohl Jazzklavier-, als auch Theorie- und Arrangement-Unterricht.
Nach dem Abitur begann Frischkorn 2009 ein Philosophiestudium in Berlin. Daneben nahm er Instrumentalunterricht bei Larry Porter. Von 2010 bis 2014 studierte er an der Hochschule für Musik und Theater Leipzig Jazzklavier bei Richie Beirach. Bis 2018 absolvierte er in Leipzig den Master-Studiengang bei Michael Wollny.
Bereits während des Studiums war er als freischaffender Musiker aktiv. Seit 2012 spielt er mit der Posaunistin Antonia Hausmann, dem Holzbläser Matti Oehl und dem Bassisten Jakob Petzl in dem schlagzeuglosen Quartett Trio.Diktion, für das er auch komponiert; das Ensemble hat zwei Alben veröffentlicht. 2018 gründete er (mit dem Bassisten Andris Meinig und Schlagzeuger Philipp Scholz) sein Trio Melancholic Memory Machine, für das er auch mit seriellen Kompositionstechniken schreibt. Als Pianist nahm er im Quartett von Eva Klesse drei Alben für enja auf und konzertierte beim Jazzfest Berlin auf der Hauptbühne, bei den Jazzfestivals in Münster, Dortmund und Leipzig, beim Bayerischen Jazzweekend ebenso wie auf dem Festival ChilEuropa in Santiago de Chile. Er ist aber auch auf dem Album Der Mensch läßt nach von Schorsch Kamerun zu hören.

## Preise und Auszeichnungen
2014 gewann er mit der Band Trio.Diktion den Leipziger Jazznachwuchspreis; 2016 war das Quartett Finalist beim Jungen Münchner Jazzpreis. Mit dem Eva Klesse Quartett wurde er 2015 als „Newcomer des Jahres“ mit dem ECHO Jazz ausgezeichnet.